# آدامز (مقاطعة آدامز)
آدامز، مقاطعة آدامز (بالإنجليزية: Adams, Adams County, Wisconsin)‏ هي بلدة تقع بولاية ويسكونسن في الولايات المتحدة. تبلغ مساحتها 131 (كم²)، وترتفع عن سطح البحر 296 م، بلغ عدد سكانها 1345 نسمة في عام 2010 حسب إحصاء مكتب تعداد الولايات المتحدة وتصل الكثافة السكانية فيها 10.3 نسمة/كم2.

## وصلات خارجية
- The US50 - Cities and Towns in Wisconsin State
- Wisconsin Cities and Towns, Facts, Map, Flag, Colleges, Government, and More